# 冠鳞水蜈蚣
冠鳞水蜈蚣（学名：Cyperus metzii）是莎草科莎草属的植物。分布于尼泊尔、印度、美洲热带地区、非洲、喜马拉雅山区、越南以及中国大陆的云南省等地，生长于海拔2,300米至3,000米的地区，多生长在山谷潮湿的草地上和林下，目前尚未由人工引种栽培。